# Sabella occidentalis
Sabella occidentalis är en ringmaskart som beskrevs av Baird 1865. Sabella occidentalis ingår i släktet Sabella och familjen Sabellidae. Inga underarter finns listade i Catalogue of Life.